# Gouvernement el-Youssoufi II
Pour les articles homonymes, voir Gouvernement el-Youssoufi.
Monarchie
el-Youssoufi I Jettou I
Le gouvernement Abderrahman el-Youssoufi II est le 26e gouvernement du Maroc depuis son indépendance en 1956. Formé le 6 septembre 2000, il a pris fin le 7 novembre 2002.

## Composition
| Portefeuille | Ministre                   |
| --- | -------------------------- |
| Premier ministre | Abderrahman Youssoufi      |
| Ministre de la Justice | Omar Azziman               |
| Ministre des Habous et des Affaires islamiques | Abdelkebir M'Daghri Alaoui |
| Ministre des Affaires étrangères et de la Coopération | Mohamed Benaïssa           |
| Ministre de l'Intérieur | Ahmed Midaoui              |
| Ministre de l'Emploi, de la Formation professionnelle, du Développement social et de la Solidarité | Abbas El Fassi             |
| Ministre de l'Aménagement du territoire, de l'Urbanisme, de l'Habitat et de l'Environnement | Mohamed El Yazghi          |
| Ministre de l'Économie, des Finances et du Tourisme | Fathallah Oualalou         |
| Secrétaire général du Gouvernement | Abdessadek Rabiaa          |
| Ministre de l'Économie sociale, des Petites et moyennes entreprises et de l'Artisanat, chargé des Affaires générales du Gouvernement | Ahmed Lahlimi Alami        |
| Ministre de l'Agriculture et du Développement rural | Ismaïl Alaoui              |
| Ministre de l'Industrie, du Commerce, de l'Énergie et des Mines | Mustapha Mansouri          |
| Ministre des Pêches maritimes | Saïd Chbaâtou              |
| Ministre de l'Équipement | Bouamour Taghouane         |
| Ministre des Transports et de la Marine marchande | Abdeslam Znined            |
| Ministre de l'Enseignement supérieur et de la Recherche scientifique | Najib Zerouali Ouariti     |
| Ministre de l'Éducation nationale | Abdallah Saâf              |
| Ministre de la Santé | Thami El Khyari            |
| Ministre de la Culture et de la Communication | Mohammed Achaari           |
| Ministre chargé des Relations avec le Parlement | Mohammed Bouzoubaâ         |
| Ministre des Droits de l'homme | Mohamed Aujar              |
| Ministre de la Jeunesse et des Sports | Ahmed El Moussaoui         |
| Ministre de la Prévision économique et du Plan | Abdelhamid Aouad           |
| Ministre de la Fonction publique et de la Réforme administrative | M'hammed Lkhalifa          |
| Ministre délégué auprès du Premier ministre, chargé de l'Administration de la Défense nationale | Abderrahmane Sbaï          |
| Ministre délégué auprès du ministre de l'Agriculture et du Développement rural, chargé du Développement rural | Hassan Maâouni             |
| Ministre déléguée auprès du ministre de l'Emploi, de la Formation professionnelle, du Développement social et de la Solidarité, chargée de la Condition de la femme, la Protection de la famille et de l'Enfance et l'Intégration des handicapés | Nouzha Chekrouni           |
| Secrétaire d'État aux Affaires étrangères et à la Coopération | Taïeb Fassi-Fihri          |
| Secrétaire d'État à l'Intérieur | Fouad Ali El Himma         |
| Secrétaire d'État auprès du ministre de l'Aménagement du territoire, de l'Urbanisme, de l'Habitat et de l'Environnement, chargé de l'Habitat | Mohamed Mbarki             |
| Secrétaire d'État auprès du ministre de l'Enseignement supérieur et de la Recherche scientifique, chargé de la Recherche scientifique | Omar El Fassi              |
| Secrétaire d'État auprès du Premier ministre, chargé de la Poste et des Technologies de l'information et de la Communication | Nasr Hajji                 |
| Secrétaire d'État auprès du ministre de l'Économie sociale, des Petites et moyennes entreprises et de l'Artisanat | Abdelkrim Benatiq          |